# Samer Saeed
Samer Saeed Mujbel (ur. 1 grudnia 1987 w Al-Hilla) – iracki piłkarz i trener, reprezentant kraju grający na pozycji pomocnika. Jest bratem bliźniakiem Samala.

## Kariera piłkarska
Saeed przygodę z futbolem rozpoczął w 2004 w klubie Irbil. Pierwszą połowę sezonu 2006/07 spędził w Al-Quwa Al-Jawiya. Następnie opuścił Irak i przeniósł się do Al-Ahly Trypolis, grającego w Dawrī ad-Darağa.
Sezon 2009/10 spędził w Katarze, grając najpierw w Al-Shamal, a następnie w Al-Sailiya, po czym powrócił do Al-Ahly Trypolis. 
W 2011 powrócił do Iraku, do Al-Zawraa. Wraz z drużyną sięgnął po Mistrzostwo Iraqi Premier League. W kolejnych latach występował w rodzimych zespołach, takich jak Al-Najaf, Al-Naft, Al-Karkh czy ponownie Al-Zawraa i Al-Quwa Al-Jawiya. Karierę piłkarską zakończył po sezonie 2016/17 w Al-Talaba.
| Sezon   | Klub              | Kraj  | Rozgrywki            | Mecze | Bramki |
| ------- | ----------------- | ----- | -------------------- | ----- | ------ |
| 2004/05 | Irbil             | Irak  | Iraqi Premier League |       | 5      |
| 2005/06 | Irbil             | Irak  | Iraqi Premier League |       | 1      |
| 2006/07 | Al-Quwa Al-Jawiya | Irak  | Iraqi Premier League |       |        |
| 2006/07 | Al-Ahly Trypolis  | Libia | Dawrī ad-Darağa      |       |        |
| 2007/08 | Al-Ahly Trypolis  | Libia | Dawrī ad-Darağa      | 26    | 8      |
| 2008/09 | Al-Ahly Trypolis  | Libia | Dawrī ad-Darağa      | 12    | 4      |
| 2009/10 | Al-Shamal         | Katar | Qatar Stars League   | 9     | 2      |
| 2009/10 | Al-Sailiya        | Katar | Qatar Stars League   | 4     | 0      |
| 2010/11 | Al-Ahly Trypolis  | Libia | Dawrī ad-Darağa      |       |        |
| 2010/11 | Al-Zawraa         | Irak  | Iraqi Premier League |       | 4      |
| 2011/12 | Al-Najaf          | Irak  | Iraqi Premier League |       | 5      |
| 2011/12 | Al-Naft           | Irak  | Iraqi Premier League |       | 5      |
| 2012/13 | Al-Naft           | Irak  | Iraqi Premier League |       | 4      |
| 2013/14 | Al-Zawraa         | Irak  | Iraqi Premier League |       | 1      |
| 2014/15 | Al-Quwa Al-Jawiya | Irak  | Iraqi Premier League |       |        |
| 2015/16 | Al-Karkh          | Irak  | Iraqi Premier League |       |        |
| 2015/16 | Al-Talaba         | Irak  | Iraqi Premier League |       | 3      |
| 2016/17 | Al-Talaba         | Irak  | Iraqi Premier League |       | 1      |

## Kariera reprezentacyjna
Saeed w pierwszej reprezentacji zadebiutował 24 stycznia 2008 w meczu przeciwko reprezentacji Jordanii, zremisowanym 1:1. 
Saeed był w kadrze na Puchar Konfederacji 2009, podczas którego pełnił rolę zawodnika rezerwowego. Został także powołany na Puchar Azji 2011. Podczas pucharu w 2011 zagrał w spotkaniu z Iranem.
Po raz ostatni w drużynie narodowej wystąpił 16 grudnia 2011 w meczu przeciwko Katarowi, zremisowanym 0:0. Łącznie Samer Saeed w latach 2008–2011 wystąpił w 30 spotkaniach reprezentacji Iraku.
| Mecze i gole w reprezentacji | Mecze i gole w reprezentacji | Mecze i gole w reprezentacji | Mecze i gole w reprezentacji | Mecze i gole w reprezentacji | Mecze i gole w reprezentacji | Mecze i gole w reprezentacji |
| #                            | Data                         | Miasto                       | Przeciwnik                   | Gol                          | Wynik                        | Rozgrywki                    |
| ---------------------------- | ---------------------------- | ---------------------------- | ---------------------------- | ---------------------------- | ---------------------------- | ---------------------------- |
| 1.                           | 24.01.2008                   | Dubaj                        | Jordania                     |                              | 1:1                          | towarzyski                   |
| 2.                           | 31.01.2008                   | Abu Zabi                     | Zjednoczone Emiraty Arabskie |                              | 1:0                          | towarzyski                   |
| 3.                           | 21.03.2008                   | Kuwejt                       | Kuwejt                       |                              | 0:0                          | towarzyski                   |
| 4.                           | 17.05.2008                   | Damaszek                     | Syria                        |                              | 1:2                          | towarzyski                   |
| 5.                           | 10.01.2009                   | Maskat                       | Kuwejt                       |                              | 1:1                          | Puchar Zatoki Perskiej 2009  |
| 6.                           | 15.11.2009                   | Al-Ajn                       | Azerbejdżan                  |                              | 1:0                          | towarzyski                   |
| 7.                           | 16.09.2010                   | Amman                        | Jordania                     |                              | 1:4                          | towarzyski                   |
| 8.                           | 21.09.2010                   | Amman                        | Oman                         |                              | 3:2                          | towarzyski                   |
| 9.                           | 25.09.2010                   | Amman                        | Jemen                        |                              | 2:1                          | Puchar Azji Zachodniej 2010  |
| 10.                          | 29.09.2010                   | Amman                        | Palestyna                    |                              | 3:0                          | Puchar Azji Zachodniej 2010  |
| 11.                          | 01.10.2010                   | Amman                        | Iran                         |                              | 1:2                          | Puchar Azji Zachodniej 2010  |
| 12.                          | 17.11.2010                   | Szardża                      | Kuwejt                       |                              | 1:1                          | towarzyski                   |
| 13.                          | 02.12.2010                   | Aden                         | Kuwejt                       |                              | 2:2                          | Puchar Zatoki Perskiej 2010  |
| 14.                          | 18.12.2010                   | As-Sulajmanijja              | Syria                        |                              | 0:1                          | towarzyski                   |
| 15.                          | 22.12.2010                   | Damaszek                     | Syria                        |                              | 1:0                          | towarzyski                   |
| 16.                          | 28.12.2010                   | Ad-Dammam                    | Arabia Saudyjska             |                              | 1:0                          | towarzyski                   |
| 17.                          | 02.01.2011                   | Doha                         | Chiny                        |                              | 2:3                          | towarzyski                   |
| 18.                          | 11.01.2011                   | Doha                         | Iran                         |                              | 1:2                          | Puchar Azji 2011             |
| 19.                          | 26.03.2011                   | Szardża                      | Korea Północna               |                              | 2:0                          | towarzyski                   |
| 20.                          | 29.03.2011                   | Szardża                      | Kuwejt                       |                              | 0:1                          | towarzyski                   |
| 21.                          | 29.06.2011                   | Irbil                        | Syria                        |                              | 1:2                          | towarzyski                   |
| 22.                          | 13.07.2011                   | Amman                        | Kuwejt                       |                              | 0:2                          | towarzyski                   |
| 23.                          | 23.07.2011                   | Irbil                        | Jemen                        |                              | 2:0                          | El. MŚ 2014                  |
| 24.                          | 28.07.2011                   | Al-Ajn                       | Jemen                        |                              | 0:0                          | El. MŚ 2014                  |
| 25.                          | 19.08.2011                   | Doha                         | Katar                        |                              | 1:0                          | towarzyski                   |
| 26.                          | 11.10.2011                   | Shenzhen                     | Chiny                        |                              | 1:0                          | El. MŚ 2014                  |
| 27.                          | 06.11.2011                   | Doha                         | Liban                        |                              | 1:0                          | towarzyski                   |
| 28.                          | 11.11.2011                   | Doha                         | Chiny                        |                              | 1:0                          | El. MŚ 2014                  |
| 29.                          | 13.12.2011                   | Doha                         | Bahrajn                      |                              | 0:3                          | Igrzyska panarabskie         |
| 30.                          | 16.12.2011                   | Doha                         | Katar                        |                              | 0:0                          | Igrzyska panarabskie         |

## Kariera trenerska
Saeed swoją pracę trenerską rozpoczął w 2020 w drużynie Al-Jamiea. Rok później przejął zespół Samarra. Od 2022 jest trenerem Al-Diwaniya.

## Sukcesy
Al-Zawraa
- Mistrzostwo Iraqi Premier League (1): 2010/11